# Schwanner Jenő
Schwanner Jenő Dénes (Székesfehérvár, 1888. február 22. – Budapest, 1964. október 3.) magyar állatorvos, egyetemi tanár, az állatorvostudományok kandidátusa (1952).

## Életpályája
Alkalmazotti családban született. 1909-től kezdett dolgozni, mint gyakornok, Rátz István mellett a Kórbonctani Tanszéken. 1911-ben Budapesten szerzett állatorvosi diplomát. 1914-ig tanársegéd volt az Állatorvosi Főiskolán. 1914–1917 között részt vett az első világháborúban. 1918-ban állatorvosdoktor lett. 1918 végéig a mezőterebesi lókórház állatorvosa volt. 1919–1935 között járási állatorvosi feladatokat is végzett. Ezután 1923-ig Sárbogárdon, Sárosdon és Adonyban dolgozott járási állatorvosként. 
1935–1946 között – megszakításokkal – minisztériumi állategészségügyi főtanácsos volt. 1939–1963 között egyetemi tanára volt. 1946–1963 között az Állategészségügyi Igazgatási és Törvényszéki Állatorvostani Tanszék vezetője volt, e tisztségéből saját kérésére mentették fel, idős korára tekintettel, több évtizedes, eredményes tudományos és oktató-nevelő munkájának elismerése mellett. 1963-ban nyugdíjba vonult.
Nevéhez fűződik a fertőző betegségek elleni küzdelem hatékony megszervezése, a veszettség felszámolása és az állategészségügyi szabályzat szerkesztése.

## Családja
Szülei Schwanner Dénes kereskedő és Schmidl Anna voltak. 1914. július 30-án, Székesfehérváron házasságot kötött Kövesdy Margittal (1892-1976).
Sírja a Farkasréti temetőben található (33/2-1-14).

## Művei
- Állategészségügyi jogszabályok, utasítások és elvi jelentőségű határozatok (összeállította, 1941, 1947, 1952)
- Igazságügyi állatorvostan (1955)

## Elismerései
- Tanácsköztársasági Érdemérem
- Munka Érdemérem